# Джин (іслам)
Джи́ни (араб. جن — духи) — міфологічні істоти з ісламських вірувань, одна з трьох категорій створених Аллахом розумних істот поряд з янголами і людьми. За Кораном, джини створені з бездимного вогню, мають повітряні чи вогняні тіла, здатні приймати будь-яку подобу, виконувати складні роботи. Жили на землі ще до створення Адама, зазвичай ворожі до людей. Згідно з мусульманськими повір'ями вони бувають чоловічої і жіночої статі, живуть у пустелях, горах і лісах; поділяються на декілька категорій, серед них — гуль, іфріт, марід та сіілат. До джинів іноді зараховують і шайтанів. У західній культурі джини часто ототожнюються з духами геніями.

## У доісламській традиції
Доісламське населення Аравії вірило в джинів і вважало їх або злими духами, що мешкають у пустелях і нечистих місцях, або божествами природи. В першому випадку джини розглядалися як причини різноманітних тілесних і психічних недуг. У регіонах на північ від Хіджазу, Пальміри та Баальбека терміни «джин» та «іла» (божество) часто використовувалися як синоніми. Німецький семітолог Юліус Велльгаузен пропонував версію, що джини та іли розрізнялися на підставі приватного чи публічного поклоніння їм. Джини мають паралелі з асурами в індуїзмі та буддизмі й можуть бути тотожні іранським девам.
Аль-Джахіз приписував доісламським арабам віру в те, що джини багато в чому подібні до людей: живуть племенами, володіють худобою, можуть захищати людей або викрадати їх і одружуватися. В народних уявленнях джини здатні набути форми людини, проте й тоді в них лишаються тваринні риси; частіше вони стають зміями, скорпіонами чи собаками. Людина може вбити джина, хоча й поступається йому в силі. Але джини мають перевагу в тому, що зазвичай невидимі.
Джини уявлялися натхненниками віщунів і поетів. Поет Хассан ібн Табіт, який пізніше прийняв іслам, згадував про свого «гострозорого брата із джинів».

## Джини в ісламській традиції

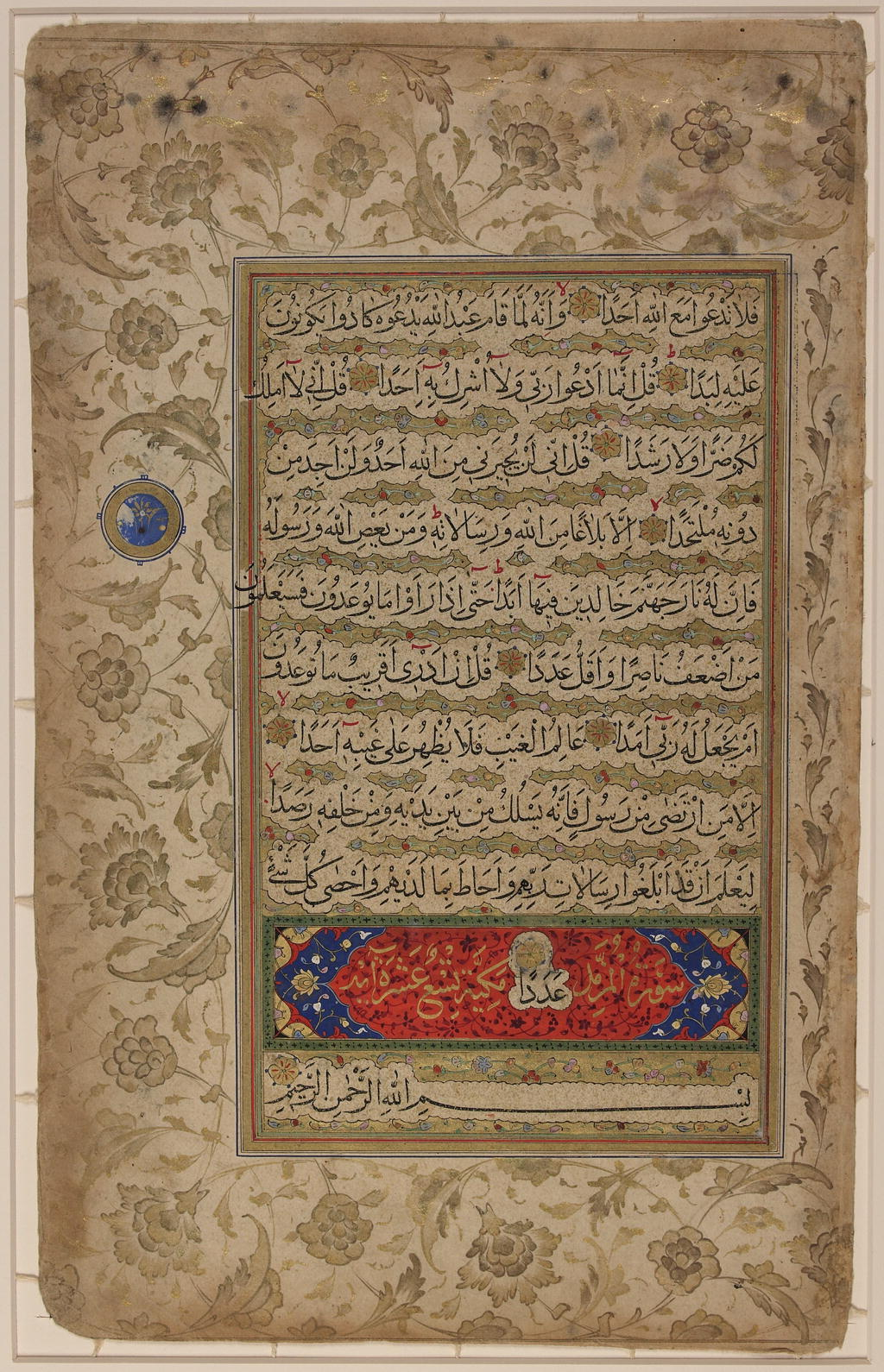
Коранічна сура «Джини», XVI ст.

### У Корані
Джини, згідно з Кораном, є третім різновидом розумних істот, створених Аллахом, після янголів і людей. Вони як і люди, можуть здійснювати моральний вибір між добром і злом. У Корані написано, що Мухаммед був посланий Аллахом до людей і до джинів. Про джинів докладно йдеться в мекканській 72 сурі Корану, яка називається «Джини». У сурі йдеться про те, що частина джинів, почувши читання пророком Корану, увірувала і стала проповідувати іслам. Інші продовжували творити злі справи, йдучи за Іблісом, складаючи разом із шайтанами його воїнство. Як і всі невіруючі, вони приречені на муки в джаханнамі (пекло в ісламі). Джинам поклоняються язичники. За наказом Аллаха багато джинів служили Сулейманові, вони будували для нього храм і палаци, моментально приносили трон цариці Савської.

### Поза Кораном
Оскільки джини в ісламі уявляються як істоти, здатні обирати добро чи зло, то вони можуть поставати як доброзичливими до людей, так і ворожими. Зазвичай вважається, що добрі джини — це ті, що прийняли іслам. Крім ісламу, вони також здатні сповідувати християнство та юдаїзм. Добрі джини, однак, можуть мстити тим, хто турбує їх. Прикликати джина нібито можна, назвавши його, або виконуючи дії, такі, як свист, кидання каміння, виливання гарячої води без читання необхідної формули, спалювання яєць і лушпиння цибулі, підмітання вночі. Крім того джини можуть дати людині жорстокий урок, наприклад, перетворити затятого мисливця на тварину.
Улюбленими місцями проживання джинів вважаються пустельні рівнини та оазиси. Розгнівані чи вірні Іблісу джини здатні спричиняти хвороби, вселятися в людей, викрадати дітей і підмінювати їй двійниками, красти речі або кидати в людей каміння. Для захисту від джинів слугують амулети з викарбуваним ім'ям Аллаха. Вважається також, що джини бояться заліза і хто зуміє встромити в джина залізну голку, отримає над ним владу.
Джинам приписується майстерність у різних ремеслах. Зокрема вони прислуговували Сулейманові. Іноді цариця Савська описується як дочка людини й джина.
Віра в джинів лишається популярною, хоча місцями їхній образ замінюється однозначно злими демонами. Найбільше віра в джинів поширена на півночі Африки та південному сході Азії, тоді як в Ірані на їх місці частіше уявляються демони. Також у джинів вірить до третини мусульман Європи, що часто пояснюють впливом джинів психічні захворювання. Різновидами джинів вважаються гулі, іфрити та сіілати. Часто джини асоціюються в сучасній культурі з НЛО та інопланетянами.

## У фольклорі та мистецтві
Фольклорні джини часто шкідливі для людей, але буває, що вони наділяють людину особливими знаннями й можливостями. Наприклад, існує переказ про жінку, що спіймала дитинча джина. Його мати зробила так, що в обмін на звільнення всі нащадки цієї жінки впродовж семи поколінь були цілителями. Сулейман нібито отримав від джинів знання про те, як розпізнавати хвороби, спричинені ними. Деяким арабським племенам приписувалося походження від джинів. Багато великих будівель, таких як Персеполь або єгипетські піраміди, вважалися творіннями джинів. Поховальні монументи в Петрі відомі як «Блоки джинів».
Джини у світській літературі мають більш барвистий образ, ніж у релігійній. Вони можуть бути красивими чи огидними, різних забарвлень і зросту. Як правило, мусульманські джини описуються як красиві, тоді як джини-кафіри зображуються як чудовиська з такими деталями, як єдине око посередині чола, єдина нога чи великі ікла. Деякі з джинів описані як істоти, які можуть мати людське тіло, голову лева та кінцівки, схожі на кінцівки різних тварин. Найпоширенішими тваринними формами, котрих набувають джини, є форми змії, кози, кішки, голуба, дикої вівці або собаки. Вони можуть жити на суші чи у воді, мешкати в лазнях, цвинтарях, руїнах, водоймах і на деревах. Часом згадується, що в кожної людини є джин-двійник і обрана людська жінка повинна виховати одне дитинча джинів на сто людських дітей. Якщо вона це виконає і нікому не розповість, то щоранку знаходитиме золоту монету.
У казках джин постає суддею-випробувачем, який винагороджує того, хто проявляє до нього пошану, та карає нешанобливця. Він також буває охоронцем скарбів. У збірці казок «Тисяча й одна ніч» джини є важливими дійовими особами в казках «Рибалка та джин» і «Чарівна лампа Аладдіна». В першій рибалка звільняє ув'язненого в пляшці джина, а коли той погрожує вбити його, хитрощами змушує джина залізти назад у пляшку. В другій є два джини: один виконує бажання того, хто володіє чарівною лампою, а інший служить власнику чарівного персня.
Антуан Галлан, перекладаючи «Тисячу й одну ніч» французькою мовою в 1704 році, назвав джинів «геніями». У західній культурі джини здебільшого комедійні персонажі, як у анімаційних короткометражках Looney Tunes «Бадді та легіон» (1935) і «А-лад-ін і його лампа» (1948). Вестернізований образ джинів отримав відображення в фільмах «Багдадський злодій» (1940), «7-ма подорож Сіндбада» (1958), «Багдадський злодій» (1978), «Арабські пригоди» (1979) і «Аладдін» (1992). Серія фільмів «Виконувач бажань» проте зображає джина зловмисною істотою, що виконує бажання так, аби люди гинули та страждали через них. У кіноіндустрії інших культур, таких як Туреччина, джини часто є надприродною загрозою.